# Li Ruihuan

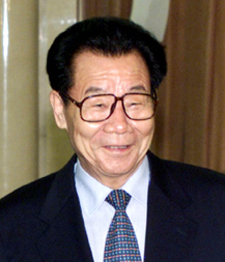
Li Ruihuan (2000)

Li Ruihuan (chinesisch 李瑞環 / 李瑞环, Pinyin Lǐ Ruìhuán; * 17. September 1934 in Baodi, Provinz Tianjin) ist ein chinesischer kommunistischer Politiker, ehemaliges Mitglied des Ständigen Ausschusses des Politbüros der Kommunistischen Partei Chinas sowie ehemaliger Vorsitzender der Politischen Konsultativkonferenz des chinesischen Volkes (PKKCV).

## Herkunft und berufliche Laufbahn
Li entstammte einer einfachen Landarbeiterfamilie aus dem Kreis Baodi in der Provinz Tianjin. Nach der Schulausbildung arbeitete er von 1951 bis 1965 als Zimmermann in einer Baubrigade in Peking. In einem Abendstudium absolvierte er ein Studium am Institut für Bauingenieurwesen.
Als junger Bauingenieur führte er ein vereinfachtes Kalkulationsverfahren ein, das das traditionelle und aufwändige Schnürbodenverfahren ablöste. Dadurch erwarb er sich den Beinamen junger Lu Ban, eines antiken Baumeisters, der der Legende nach die An-Ji Qiao-Brücke in einer Nacht gebaut hatte.

## Kulturrevolution
Li trat im September 1959 der Kommunistischen Partei Chinas (KPCh) bei. 1965 wurde er Stellvertretender Parteisekretär des Baumaterialbetriebes von Peking. Während der Kulturrevolution von 1966 bis 1976 wurde er wiederholt angeklagt. Erst nach der Kulturrevolution übernahm er wieder führende Positionen in Baubetrieben. Zeitweise war er auch stellvertretender Vorsitzender des Gewerkschaftsbundes der Stadt Peking sowie stellvertretender Vorsitzender des Gesamtchinesischen Jugendbundes.

## Aufstieg in den obersten Führungskreis der KPCh

### Bürgermeister von Tianjin
1982 wurde Li Sekretär des Parteikomitees der regierungsunmittelbaren Stadt Tianjin und war in dieser Funktion zeitweise amtierender Bürgermeister von Tianjin. 1984 erfolgte zusätzlich seine Wahl zum Bürgermeister von Tianjin. Während seiner Amtszeit als Bürgermeister führte er grundlegende Verwaltungsreformen, umfangreiche Wohnungsbaumaßnahmen und Veränderungen im öffentlichen Transportwesen durch. Daneben organisierte er ein Projekt zur Trinkwasserversorgung sowie eine Reihe von Erschließungsmaßnahmen im Umfeld von Tianjin. Wegen seiner weit reichenden Projekte und seines praxisorientierten Arbeitsstils war er in der Bevölkerung der Stadt außerordentlich beliebt. Dabei beantwortete er in Radio- und Fernsehlivesendungen auch Fragen aus der Bevölkerung.

### Mitglied des Ständigen Ausschusses des Politbüros und Vorsitzender der PKKCV
Li wurde auf dem 12. Parteitag der KPCh 1982 zum Mitglied des ZK und auf dem 13. Parteitag der KPCh 1987 zum Mitglied des Politbüros des Zentralkomitees (ZK) gewählt.
Zwei Jahre später wurde er auf dem 4. Plenum des 13. ZK Mitglied des ständigen Ausschusses des Politbüros der Kommunistischen Partei Chinas sowie Mitglied des Sekretariates des ZK der KPCh. 2002 trat er von diesem Amt offenbar auf Druck des bisherigen Parteichefs Jiang Zemin zurück. Jiang Zemin wollte sich dadurch seinen Einfluss im politischen Leben sichern, da Li Ruihuan als Verbündeter des neuen Generalsekretärs des ZK, Hu Jintao, galt.
Auf dem 8. Nationalkomitee im März 1993 wurde er außerdem zum Vorsitzenden der Politischen Konsultativkonferenz des chinesischen Volkes (PKKCV) gewählt, einem beratenden Gremium im Staatsapparat der Volksrepublik China, dem sowohl Mitglieder der KPCh als auch Mitglieder der anderen kleinen, in China zugelassenen Parteien wie auch der Guomindang angehören. Er wurde damit nach Mao Zedong, Zhou Enlai, Deng Xiaoping, Deng Yingchao und Li Xiannian der sechste Vorsitzende der PKKCV seit deren Gründung im September 1949.
Im November und Dezember 1993 war er der erste Vorsitzende der PKKCV nach der Gründung der Volksrepublik China, der Nepal, Indien und Pakistan offizielle Staatsbesuche abstattete. In der Folgezeit knüpfte er durch die Konsultativkonferenz außenpolitische Kontakte zu 98 Institutionen in 68 Staaten sowie zu vier Internationalen Organisationen. Auf dem 9. Nationalkomitee der PKKCV wurde er im März 1998 in seinem Amt wiedergewählt. Auch in dieser Funktion erwarb er sich den Ruf eines grundlegend informierten, aber auch zuhörenden Politikers. Durch diese Arbeitsweise erreichte er eine neue Schlagkraft und Dynamik in der Arbeit der PKKCV. Im März 2003 gab er letztlich auch sein Amt des Vorsitzenden der PKKCV an Jia Qinglin, der als Anhänger des früheren KP-Generalsekretärs Jiang Zemin gilt, ab. 
Darüber hinaus veröffentlichte er zwei Bücher zu Ideen zur Stadtentwicklung sowie zu Ideen zum Erreichen praktischer Dinge für Menschen.
Li Ruihuan war zudem über mehrere Wahlperioden Abgeordneter des Nationalen Volkskongresses. Im Oktober 1998 wurde er zum Ehrenvorsitzenden der Stiftung für behinderte Menschen und im Juni 1999 zum Ehrenvorsitzenden des vierten Rates der Grünes-China-Stiftung gewählt.